# Tatakae! Iczer-1
Tatakae! Iczer-1 (戦え!! イクサー1) é um anime de ficção científica com personagens predominantemente femininos. Foi criado por Toshihiro Hirano, e possui um pequeno, porém dedicado grupo de fãs seguidores, principalmente junto à comunidade otaku. Os relacionamentos entre as personagens são principalmente do tipo yuri. Apesar de não haver cenas explícitas de sexo entre mulheres, é mostrado sem nenhuma ambiguidade que as personagens femininas são bastante "intimas" entre sí.

## História
O planeta do povo Cthulhu é destruído, deixando os sobreviventes em sua espaçonave base, vagando pelo Universo a procura de um novo lar. Para se protegerem, criaram a andróide Iczer-1. Infelizmente, antes que Iczer pudesse ser ativada, os Cthulhu foram dominados pela criatura Big Gold. A líder dos Cthulhu, Sir Violet, jogou a andróide para fora da nave antes que fosse afetada pelos poderes de Big Gold. Iczer-1 chega à Terra, e deve impedir que seus criadores destruam-na.